# 大石将紀
大石 将紀（おおいし まさのり、1977年3月30日 - ）は、日本のクラシック音楽と現代音楽のサクソフォーン奏者。

## 略歴
石川県生まれ、千葉県出身、横浜市在住。松戸市立河原塚中学校吹奏楽部でサクソフォーンを始める。1999年東京芸術大学卒業。同年 東京芸術大学大学院修士課程入学。2001年東京芸術大学大学院修士課程修了。同年9月渡仏し、パリ国立高等音楽・舞踊学校に入学。02年から04年まで文化庁派遣芸術家海外研修員として研鑽を積む。04年アムステルダム音楽院に短期留学。同年6 月にパリ国立高等音楽・舞踊学校サクソフォーン科、室内楽科を、06年には即興演奏科を全て最優秀の成績で卒業。さらに05年よりパリ国立高等音楽・舞踊学校第3課程室内楽科（サクソフォーン四重奏）に進み07年6月に修了。これまでに安田生命クオリティオブライフ文化財団、メイヤー財団、エラスムス財団、ソシエテジェネラル財団から助成を受ける。2008年東京オペラシティ文化財団「B→C」に出演。朝日新聞紙上で高い評価を得た2011年から2016年までブルーオーロラ サクソフォン・カルテットメンバー。身長184センチ現在、大阪音楽大学特任准教授、エリザベト音楽大学客員教授、東京芸術大学、洗足学園音楽大学非常勤講師を務める。

## 受賞歴
- U.F.A.M.国際コンクールソロ部門名誉首席一等賞
- U.F.A.M.国際コンクール室内楽部門首席一等賞
- レオポルトベランコンクール一等賞
- アヴァンセーヌコンクール入賞
- 第13回サントリー芸術財団佐治敬三賞[4]
- 令和元年度文化庁芸術祭レコード部門芸術祭優秀賞[5] (大石将紀/SMOKE)

## ディスコグラフィー
- ソロ作品
  - 「Light and Darkness TOSHIO HOSOKAWA Works for Saxophone」2024年4月
  - 「SMOKE - JAPANESE SAXOPHONE SOLO WORKS」2018年12月[6]
  - 「NO MAN'S LAND Masanori Oishi plays JacobTV」2015年5月[7]
- 室内楽
  - 「First Blue」ブルーオーロラ サクソフォン・カルテット 2011年
  - 「Blue Bach」ブルーオーロラ サクソフォン・カルテット 2012年
  - 「和楽」ブルーオーロラ サクソフォン・カルテット 2015年

## 連載
- 雑誌「THE SAX 」（アルソ出版）連載「つかえる！現代音楽奏法教えます」　2009年～2011年
- 雑誌「バンドジャーナル」（音楽之友社）連載「ワンポイントレッスン」　2011年度

## 出演
- NHK-BSクラシック倶楽部出演　2010年